# Pocoucov
Pocoucov är en ort i Tjeckien.   Den ligger i regionen Vysočina, i den centrala delen av landet, 140 km sydost om huvudstaden Prag. Pocoucov ligger 446 meter över havet och antalet invånare är 183.
Terrängen runt Pocoucov är huvudsakligen lite kuperad. Pocoucov ligger nere i en dal. Runt Pocoucov är det ganska tätbefolkat, med 56 invånare per kvadratkilometer. Närmaste större samhälle är Třebíč, 3,3 km söder om Pocoucov. Trakten runt Pocoucov består till största delen av jordbruksmark.